# Ophthalmolampis elaborata
Ophthalmolampis elaborata är en insektsart som beskrevs av Marius Descamps 1983. Ophthalmolampis elaborata ingår i släktet Ophthalmolampis och familjen Romaleidae. Inga underarter finns listade i Catalogue of Life.